# Panamerikanische Spiele 2023/Judo
Bei den Panamerikanischen Spielen 2023 in der chilenischen Hauptstadt Santiago de Chile fanden vom 28. bis 31. Oktober 2023 im Judo 15 Wettbewerbe statt, davon je sieben bei den Männern und bei den Frauen und ein gemischter Wettbewerb. Austragungsort war das Centro de Entrenamiento de los Deportes de Contacto.

## Bilanz

### Medaillenspiegel
| Platz  | Land                    | Gold | Silber | Bronze | Gesamt |
| ------ | ----------------------- | ---- | ------ | ------ | ------ |
| 1      | Brasilien               | 7    | 3      | 6      | 16     |
| 2      | Kuba                    | 6    | —      | 1      | 7      |
| 3      | Kanada                  | 1    | 2      | 2      | 5      |
| 4      | Venezuela               | 1    | —      | 1      | 2      |
| 5      | Chile                   | —    | 3      | —      | 3      |
| 6      | Kolumbien               | —    | 2      | 3      | 5      |
| 6      | Mexiko                  | —    | 2      | 3      | 5      |
| 8      | Puerto Rico             | —    | 2      | —      | 2      |
| 9      | Argentinien             | —    | 1      | —      | 1      |
| 10     | Dominikanische Republik | —    | —      | 6      | 6      |
| 11     | Vereinigte Staaten      | —    | —      | 3      | 3      |
| 12     | Ecuador                 | —    | —      | 2      | 2      |
| 12     | Panama                  | —    | —      | 2      | 2      |
| 14     | Peru                    | —    | —      | 1      | 1      |
| Gesamt | Gesamt                  | 15   | 15     | 30     | 60     |

### Medaillengewinner
Männer
| Disziplin   | Gold                | Silber            | Bronze                            |
| ----------- | ------------------- | ----------------- | --------------------------------- |
| bis 60 kg   | Michel Augusto      | Johan Rojas       | Arath Juárez Juan Pablo Ayala     |
| bis 66 kg   | Willis García       | Julien Frascadore | Willian Lima Orlando Polanco      |
| bis 73 kg   | Gabriel Falcão Lira | Daniel Cargnin    | Antoine Bouchard Gilberto Cardoso |
| bis 81 kg   | Guilherme Schimidt  | Jorge Pérez       | David Popovici Medickson del Orbe |
| bis 90 kg   | Iván Felipe Silva   | Rafael Macedo     | Alexander Knauf Robert Florentino |
| bis 100 kg  | Shady El Nahas      | Thomas Briceño    | Kayo Santos Francisco Balanta     |
| über 100 kg | Andy Granda         | Francisco Solis   | Rafael Silva José Nova            |

Frauen
| Disziplin  | Gold              | Silber            | Bronze                               |
| ---------- | ----------------- | ----------------- | ------------------------------------ |
| bis 48 kg  | Alexia Nascimento | Edna Carrillo     | Amanda Lima Maria Laborde            |
| bis 52 kg  | Larissa Pimenta   | Paulina Martínez  | Angelica Delgado Lilian Cordones     |
| bis 57 kg  | Rafaela Silva     | Brisa Gómez       | Kristine Jiménez María Villalba      |
| bis 63 kg  | Maylín del Toro   | Isabelle Harris   | Ketleyn Quadros Prisca Awiti Alcaraz |
| bis 70 kg  | Idelannis Gómez   | María Pérez       | Elvismar Rodríguez Celinda Corozo    |
| bis 78 kg  | Samanta Soares    | Sairy Colon       | Camila Figueroa Eiraima Silvestre    |
| über 78 kg | Idalys Ortíz      | Brigitte Carabalí | Beatriz Souza Moira Morillo          |

Mixed
| Disziplin  | Gold | Silber | Bronze                                                                                               | Bronze |
| ---------- | --- | --- | --- | --- |
| Mannschaft | KubaLianet Cardona Idelannis Gómez Liester Cardona Omar Cruz Magdiel Estrada Andy Granda Maikel McKenzie Orlando Polanco Iván Felipe Silva Maylín del Toro Idalys Ortíz | BrasilienGabriel Falcão Lira Luana Carvalho Rafael Macedo Rafael Silva Rafaela Silva Samanta Soares Daniel Cargnin Leonardo Gonçalves Willian Lima Larissa Pimenta Alexia Castilhos Beatriz Souza Guilherme Schimidt | KolumbienBrigitte Carabalí Francisco Balanta María Villalba Luisa Bonilla Daniel Paz Andrés Sandoval | Dominikanische RepublikAriela Sánchez Eiraima Silvestre Estefanía Soriano Moira Morillo Medickson del Orbe Ana Rosa García Robert Florentino José Nova Elmert Ramírez Antonio Tornal |